# Лисобей Павло Русланович
Павло́ Русла́нович Лисобе́й (позивний — Ас; 2002, м. Тернопіль, Україна — 6 травня 2022, м. Маріуполь, Донецька область) — український військовослужбовець, молодший сержант полку «Азов» Національної гвардії України, учасник російсько-української війни. Кавалер ордена «За мужність» III ступеня (2022, посмертно). Почесний громадянин міста Тернополя (2022, посмертно).

## Життєпис
Майбутній льотчик, ще на початку російського вторгнення 2022 року забрав документи з університету та вступив до полку «Азов». Загинув 6 травня 2022 року в боях на заводі «Азовсталь» м. Маріуполь на Донеччині.
Похований на Алеї Героїв Микулинецького кладовища в Тернополі.
Залишилися батьки, брат і сестра.

## Нагороди
- орден «За мужність» III ступеня (24 травня 2022, посмертно) — за особисту мужність і самовіддані дії, виявлені у захисті державного суверенітету та територіальної цілісності України, вірність військовій присязі[1];
- почесний громадянин міста Тернополя (14 листопада 2022, посмертно)[2][3].